# Kenji Hatanaka
Le major Kenji Hatanaka (畑中健二, Hatanaka Kenji), né le 28 mars 1912 et mort le 15 août 1945, est un soldat japonais et un des principaux conspirateurs du plan visant à s'emparer du palais impérial et empêcher la diffusion du discours de capitulation de l'empereur Hirohito destiné à mettre un terme à la Seconde Guerre mondiale.

## Carrière militaire
Hatanaka sert dans la section des affaires militaires du ministère japonais de la guerre à la fin de la Seconde Guerre mondiale. En tant que co-dirigeant d'un groupe d'officiers japonais déterminés à empêcher l'acceptation de la déclaration de Potsdam et donc la reddition du Japon, Hatanaka tente un coup d'État les 14 et 15 août 1945. Après avoir échoué à obtenir le soutien du ministre de la guerre, le général Korechika Anami. Hatanaka s'organise avec un certain nombre d'autres officiers et réussit à occuper le palais impérial et l'Agence impériale.
Ayant encore besoin d'un soutien de haut niveau pour sa cause, il tente de faire appel au général Takeshi Mori, commandant de la première division des gardes de l'armée impériale japonaise. Mori ne s'engage pas et Hatanaka, frustré, tire et le tue. Hatanaka et ses hommes passent ensuite plusieurs heures à chercher l'enregistrement qui a été fait du discours de l'Empereur annonçant la capitulation du Japon, discours destiné à une diffusion publique. Après avoir échoué à localiser les enregistrements, il occupe le bâtiment de la NHK dans une dernière tentative d'empêcher la radiodiffusion du discours. Cependant, toujours sans soutien de haut niveau et sans les enregistrements, Hatanaka abandonne son coup après avoir reçu du quartier général de l'armée du district de l'Est des ordres directs pour ce faire.
Après l'échec du coup d’État, Hatanaka se rend sur la place faisant face au palais impérial. Avec l'autre conspirateur, le lieutenant-colonel Jirō Shiizaki, il se suicide par balle. Dans la poche de Hatanaka se trouve son poème d'adieu : « Je n'ai rien à regretter maintenant que les sombres nuages ont disparu du règne de l'empereur ».